# Фёдоров, Фёдор Иванович
Фёдор Ива́нович Фёдоров (бел. Фёдар Іванавіч Фёдараў, 19 июня 1911, Турец, Минская губерния — 13 октября 1994, Минск, Беларусь) — советский и белорусский физик-теоретик, академик Академии наук Белорусской ССР (1966; член-корреспондент с 1956 года), доктор физико-математических наук (1955), профессор (1957). Заслуженный деятель науки БССР (1968). Один из основателей школы теоретической физики Белоруссии.

## Биография

Могила Фёдорова на Восточном кладбище Минска.

Родился Фёдоров 6 (19 июня) 1911 года в деревне Турец (ныне Кореличский район, Гродненская область, Белоруссия) в семье Ивана Михайловича Фёдорова, впоследствии получившего известность как детский писатель Янка Мавр. По окончании железнодорожной школы (Минск) поступил в Белорусский государственный университет (педагогический факультет, физико-математическое отделение, 1928). После окончания университета (1931) работал преподавателем физики и математики в Кричеве (педагогический техникум и средняя школа). Через год стал аспирантом Физико-технического института АН БССР, а в 1933 году его направили в аспирантуру Ленинградского университета, где он работал под руководством В. А. Фока.
В 1936 году Фёдоров успешно защитил кандидатскую диссертацию и вернулся в Минск, где основал и возглавил кафедру теоретической физики БГУ (1938). В годы войны был эвакуирован в Сибирь, где поначалу работал учителем физики и математики в средней школе (Новосибирская область, Киселёвск). В 1943 году стал доцентом эвакуированного в Новосибирск Московского авиационного технологического института (кафедра физики), а затем — деканом физико-математического факультета БГУ (сначала в подмосковной эвакуации — станция Сходня), а затем в Минске, до 1950 года).
Защитив диссертацию «Инвариантные методы в оптике анизотропных сред» (Государственный оптический институт, 1954), Фёдор Иванович «стал первым уроженцем Белоруссии, получившим степень доктора физико-математических наук».
С 1953 года деятельность Фёдорова была связана с АН БССР. Он заведовал лабораторией теоретической физики Института физики АН БССР (1955—1987) и кафедрой теоретической физики БГУ (1943—1962, с 1957 года — профессор). В 1963—1987 годах он был академиком-секретарём Отделения физико-математических наук АН БССР, а с 1987 года — советником Президиума АН Беларуси.

## Научная деятельность
Работы Фёдорова посвящены квантовой теории поля, физике элементарных частиц, теории распространения волн в кристаллах. Он установил общие свойства минимальных полиномов матриц релятивистских волновых уравнений, описывающих элементарные частицы, внёс вклад в развитие общего метода проективных операторов, позволяющего получить все характеристики состояний частиц с произвольным спином в ковариантной и компактной форме. Фёдоровым была предложена оригинальная параметризация группы Лоренца. Это позволило по-новому построить теорию этой группы и её представлений и привело к простому решению основных вопросов релятивистской кинематики.
Фёдоров разработал ковариантный метод прямого тензорного исчисления и приложил его к проблемам акустики и оптики кристаллов. В 1954 году на этой основе учёный впервые предложил общую и строгую теорию распространения электромагнитных волн в средах, характеризуемых одновременно всеми возможными видами анизотропии. В 1976 году создал непротиворечивую теорию гиротропии кристаллов. В 1954 году открыл явление бокового смещения луча света при отражении, известное как сдвиг Фёдорова (позднее это явление было подтверждено опытами французского физика К. Эмбера, 1969). В 1965 году Фёдоров впервые дал аналитический метод вычисления температуры кристаллов произвольной симметрии. В 1976 году за цикл работ «Теория оптических свойств анизотропных сред» был удостоен Государственной премии СССР.

## Работы
- Фёдоров Ф. И. Оптика анизотропных сред. — Минск: Из-во АН БССР, 1958.; 2-е изд. М.: УРСС, 2004.
- Фёдоров Ф. И. Теория упругих волн в кристаллах. — М.: Наука, 1965.; New York: Plenum Press, 1968. (Государственная премия БССР 1972)
- Фёдоров Ф. И. Теория гиротропии. — Минск: Наука и техника, 1976.
- Фёдоров Ф. И., Филиппов В. В. Отражение и преломление света прозрачными кристаллами. — Минск: Наука и техника, 1976.
- Фёдоров Ф. И. Группа Лоренца. — М.: Наука, 1979.; 2-е изд. — М.: УРСС, 2003.

## Создание белорусской школы физики
Фёдоров является одним из создателей белорусской школы физики (наряду с А. Н. Севченко и Б. И. Степановым) и школы теоретической физики в частности. Среди его непосредственных учеников академики АН Беларуси Б. В. Бокуть, А. М. Гончаренко, Б. Б. Бойко; члены-корреспонденты АН Беларуси Л. М. Томильчик, А. А. Богуш, А. Н. Сердюков; профессора Л. А. Борисоглебский, Б. А. Сотский, Л. М. Барковский, В. И. Кувшинов; доктор наук А. Г. Хаткевич; кандидаты наук Л. Г. Мороз, И. С. Сацункевич, А. И. Болсун, А. В. Березин, Л. Ф. Бабичев, М. В. Галынский, А. А. Григорьев, Н. И. Гурин, А. Ф. Радюк, А. М. Федоровых. Среди физиков следующих поколений выделяются академик НАН Беларуси Н. С. Казак, доктора наук и профессора Н. С. Петров, А. Б. Сотский, В. И. Стражев, Я. М. Шнир, В. А. Карпенко, Н. А. Гусак, Ю. А. Курочкин, Г. Н. Борздов, В. Н. Белый, А. Н. Фурс, А. В. Новицкий, кандидаты наук С. М. Сикач, Х. Н. Сотская, Л. И. Сотская, Н. А. Хило, Р. Г. Шуляковский, А. В. Кузьмин, В. М. Галынский.

## Награды
- орден Трудового Красного Знамени (1949)
- орден «Знак Почёта» (1953)
- два ордена Ленина (1971, 1978)
- Государственная премия БССР (1972)
- Государственная премия СССР (1976) — за цикл работ «Теория оптических свойств анизотропных сред» (1952—1974)
- Герой Социалистического Труда (1978)

## Память
- Улица Академика Фёдорова в Минске[5].
- В 2002 году Национальная академия наук Беларуси учредила премию имени академика Ф.И. Фёдорова, которая вручается раз в три года «за лучшую научную работу (цикл работ), вносящую крупный вклад в развитие физико-математических наук»[6].